# Arend Brandligt
Arend Brandligt (Oploo, 26 juli 1974) is een Nederlands acteur.
Brandligt begon in 1996 een studie aan de Hogeschool voor de Kunsten Utrecht. Daar is hij in 2000 afgestudeerd.  Tijdens zijn studie volgde hij ook lessen in method acting aan de Universiteit van Montana in Missoula. In het theater speelde hij voor verschillende gezelschappen zoals theatergroep Aluin, het NUT (Nieuw Utrechts Toneel), theatergroep Zep en theatergroep Wederzijds. Hij acteerde in de film Nova Zembla en televisieseries als Hollands Hoop en Divorce. Ook is hij te zien in diverse commercials en is hij regelmatig te horen in radio hoorspelen.

## Filmografie

### Film
- 2011: Nova Zembla als Adriaan
- 2015: Het mooiste wat er is als Vriend boot
- 2016: De held als Paul
- 2021: Exhibit #8 als Politieagent
- 2021: I Am Zlatan als Hugo Borst

### Televisie
- 2000: De Terugkeer van Elmer als Elmer
- 2002: Luifel & Luifel
- 2007: Landje
- 2008: Parels & Zwijnen
- 2008: De co-assistent
- 2013: Flikken Maastricht als Gerrie Maaskant
- 2013: Dokter Tinus als Klaas
- 2014: Ramses als Technicus
- 2014: Celblok H als Marcel
- 2014: Moordvrouw als Joost Lamers
- 2014: Hollands Hoop als Wesley
- 2015: Divorce als Rechercheur
- 2016-2017: Toon als Dylan
- 2016: Catch als Luuk Zemmler
- 2017: Flikken Rotterdam als Jort Wester
- 2018: Smeris als Agent Henneman
- 2019: Stanley H. als Kees van Amstel
- 2020: Het A-woord als Tinus
- 2021: Wegens Corona Gesloten als Freek
- 2022: Flikken Maastricht als Pierre de Vries

## Theater
- 2019: De zucht van Zuilen
- 2019: Cleopatra
- 2018: De eeuw van Ariane
- 2017: De Hervormers
- 2016: Straf
- 2015: Maliebaan Monologen
- 2015: Motief knokpartij bruiloft nog steeds onbekend
- 2012: Oidipous unplugged
- 2011: Macbeth
- 2011: Onze lieve vrouwe van pijn
- 2010: Cardenio
- 2009: Othello
- 2009: Radio de schoonheid
- 2008: Bouillabaisse
- 2008: De Maandag-editie
- 2008: Hotel Midlife
- 2007: Maria Stuart
- 2006: Coriolanus
- 2006: Nakomelingen
- 2006: Hippolytos
- 2005: Brownbread
- 2005: All for love
- 2005: Putlucht
- 2004: Pleuris
- 2004: Kopstoot
- 2003: Het wijde land
- 2003: Dik Trom
- 2003: De ietwat uit de hand gelopen begrafenis van Jacob P
- 2002: Ifigeneia
- 2002: .Kaliber
- 2001: Held
- 2001: What if god was one of us
- 2001: Dona Quijota
- 2000: Het verhaal van Orestes